# Seconda Aliyah
La Seconda Aliyah è stata la più importante e significativa aliyah. Si verificò tra il 1904 e il 1914, periodo durante il quale circa 40.000 ebrei immigrarono nella Palestina, soprattutto dalla Russia e dalla Polonia, e alcuni dallo Yemen.
La prima causa della Aliyah fu il crescente antisemitismo in Russia ed i pogrom nella Zona di residenza, in particolare il pogrom di Chișinău ed i pogrom che accompagnarono la Rivoluzione russa del 1905.
Anche se la Aliyah contribuì alla creazione di insediamenti ebraici in Palestina in diversi modi, molti la considerano un fallimento, visto che quasi la metà degli immigranti lasciarono la Palestina all'inizio della prima guerra mondiale.

## Insediamento
Gli immigrati della Seconda Aliyah erano principalmente idealisti ispirati dagli ideali rivoluzionari diffusi nell'Impero russo. Essi cercarono di creare un sistema di insediamenti agricoli in Palestina, e così fondarono il movimento dei kibbutz. Il primo kibbutz, Degania, fu fondato nel 1909.
Gli immigrati che preferivano insediarsi nelle città fondarono Ahuzat Bayit vicino a Giaffa, che in seguito fu chiamata Tel Aviv.

## Cultura
Molti ritengono che la Seconda Aliyah abbia avuto il merito di far rivivere la lingua ebraica e di fissarla come lingua per gli ebrei in Palestina. Eliezer Ben Yehuda contribuì alla creazione del primo dizionario di ebraico moderno. Anche se era un immigrato della Prima Aliyah, la sua opera generò frutti soprattutto durante la Seconda Aliyah.
La Seconda Aliyah fondò anche la prima scuola superiore ebraica in Palestina, la Scuola Superiore Ebraica Herzliya di Tel Aviv.

## Difesa
La Seconda Aliyah creò l'HaShomer, l'organizzazione di difesa che costituì il precedente per le future organizzazioni di difesa ebraica, come la Haganah.